# 開羅—開普敦鐵路

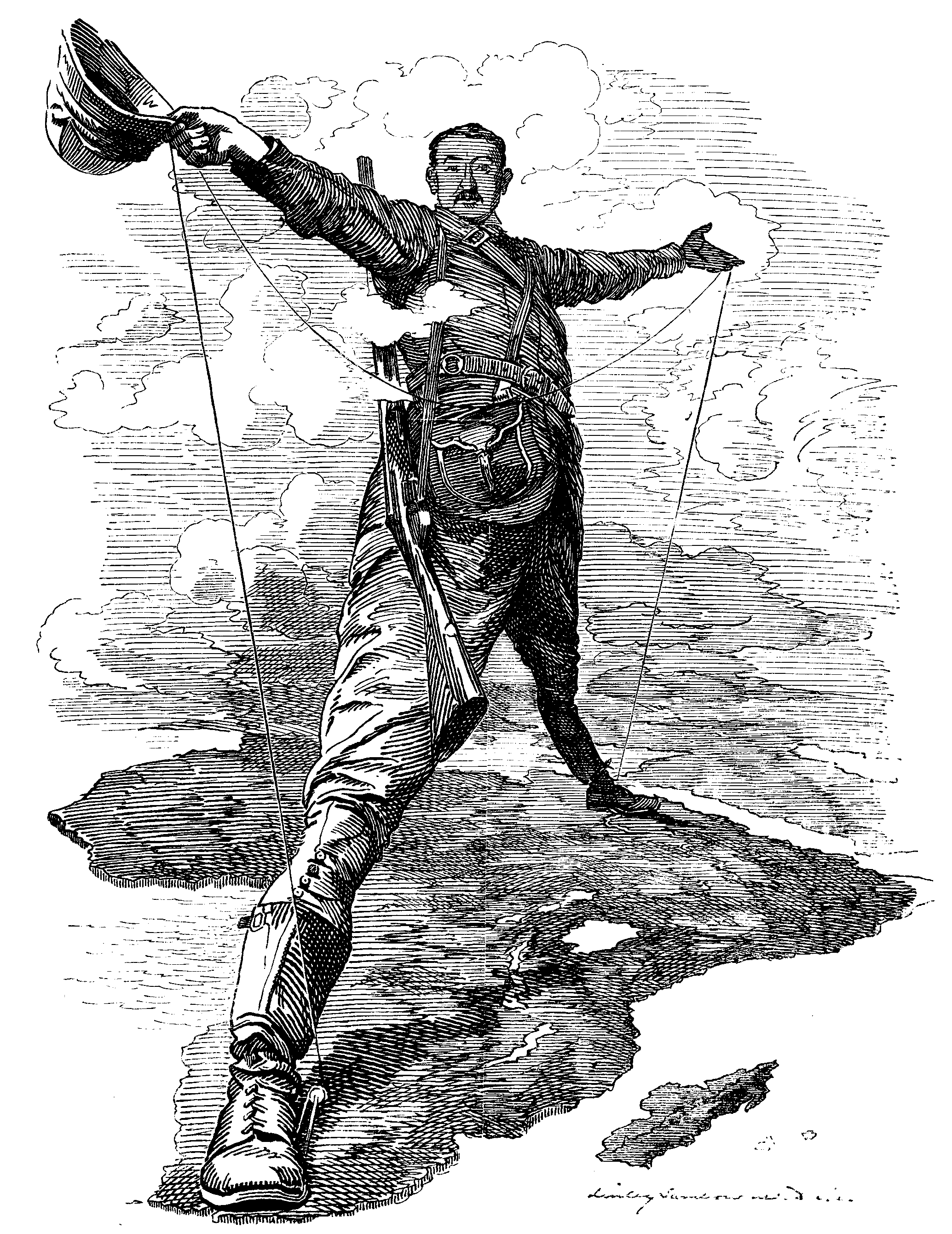
《笨拙雜誌》反映上有關非洲橫貫鐵路構思的漫畫

開羅－開普敦鐵路 （英語：Cape-Cairo railway）是一條未完成的鐵路線，自北到南貫通非洲。計劃是在19世紀末期，英國殖民主義者塞西爾·羅茲構思，以開羅-開普敦一線連接大英帝國在非洲的殖民地。目前除了蘇丹至烏干達路段因戰爭原因未能動工外，大部份路段皆已投入運作。

## 已成路段
- 開羅-瓦烏
- 烏干達鐵路
- 坦贊鐵路
- 卡匹里-開普敦